# والسکا منزس
والسکا منزس (انگلیسی: Valeska Menezes؛ زادهٔ ۲۳ آوریل ۱۹۷۶) یک بازیکن والیبال اهل برزیل؛ عضو تیم ملی والیبال برزیل که در المپیک ۲۰۰۸ به مدال طلا دست یافت.